# Builth Castle
Builth Castle är en medeltida borglämning i Wales. Den ligger i Builth Wells i kommunen Powys, 10 km söder om Llandrindod Wells.